# Cambridgea decorata
Cambridgea decorata är en spindelart som beskrevs av A. David Blest och Vink 2000. Cambridgea decorata ingår i släktet Cambridgea och familjen Stiphidiidae. Inga underarter finns listade.